# Protaetia rudis
Protaetia rudis är en skalbaggsart som beskrevs av Ma 1993. Protaetia rudis ingår i släktet Protaetia och familjen Cetoniidae. Inga underarter finns listade i Catalogue of Life.